# 앙드레 베유
앙드레 아브라암 베유(프랑스어: André Abraham Weil, 1906년 5월 6일 - 1998년 8월 6일)는 프랑스의 수학자이다. 수론과 대수기하학에서 지대한 공헌을 했다. 니콜라 부르바키의 창립 멤버였으며, 사실상 초기 리더였다. 철학자 시몬 베유의 오빠이다.

## 생애
앙드레 베유는 1870~71년 프로이센-프랑스 전쟁 이후 독일 제국이 알자스-로렌을 합병하자 도망쳐 온 알자스계 유대인 부모 사이에서 파리에서 태어났다. 나중에 유명한 철학자가 되는 시몬 베유는 여동생이었다. 그는 파리, 로마, 괴팅겐에서 공부했고 1928년에 박사학위를 받았다. 독일에 있는 동안 베유는 카를 루트비히 지겔과 친구가 되었다. 그는 1930년부터 인도의 알리가르 무슬림 대학교에서 2년간 공부했다. 수학 외에도 베유는 평생 고대 그리스와 라틴 문학, 힌두교, 산스크리트 문학에 관심을 가졌다. 그는 1920년 14세의 나이에 스스로 산스크리트어를 배웠다. 그는 엑스 마르세유 대학교에서 1년간 가르친 후, 스트라스부르 대학교에서 6년간 가르쳤다.
제2차 세계 대전이 발발했을 당시 베유는 핀란드에 있었으며, 1939년 4월부터 스칸디나비아를 여행하고 있었다. 그의 아내 에블린은 남편을 두고 프랑스로 돌아갔다. 겨울 전쟁이 발발하자 베유는 핀란드에서 간첩 혐의로 체포되었지만 그의 생명이 위험했다는 이야기는 과장된 것으로 드러났다. 베유는 스웨덴과 영국을 거쳐 프랑스로 돌아왔고, 1940년 1월 르아브르에 구금되었다. 그는 임무에 불응했다는 혐의로 기소되어 르아브르와 루앙에서 수감되었다. 2월부터 5월까지 루앙의 한 구역인 본누벨에 있는 군사 감옥에서 바유는 자신의 명성을 얻게 해준 작업을 완료했다. 그는 1940년 5월 3일에 재판을 받았다. 그는 5년형을 선고받았지만, 대신 군부대에 배속되기를 요청했고, 셰르부르의 연대에 합류할 기회를 얻었다. 1940년 6월 프랑스가 함락된 후, 그는 바다를 건너 마르세유에서 가족을 만났다. 그 후 그는 클레르몽페랑으로 가서 독일이 점령한 프랑스에서 살고 있던 아내 에블린을 만났다.
1941년 1월, 베유와 그의 가족은 마르세유에서 뉴욕으로 배를 탔다. 그는 전쟁이 끝날 때까지 미국에서 지냈으며, 록펠러 재단과 구겐하임 재단의 지원을 받았다. 그는 2년 동안 리하이 대학교에서 학부 수학을 가르쳤는데, 그곳에서 그는 인정받지 못하고 과로하며 낮은 급여를 받았다. 하지만 미국 학생들과 달리 징집에 대한 걱정은 하지 않아도 되었다. 그는 리하이 대학의 직장을 그만두고 브라질로 이사하여 1945년부터 1947년까지 상파울루 대학교에서 오스카 자리스키와 함께 일하며 가르쳤다.
그 후 그는 미국으로 돌아와 1947년부터 1958년까지 시카고 대학교에서 가르쳤고, 그 후 프린스턴 고등연구소로 옮겨 남은 경력을 그곳에서 보냈다. 베유는 1966년에 왕립학회의 외국 회원으로 선출되었다.  1979년에 그는 장 르레와 함께 수학 부문에서 두 번째 울프상을 공동 수상했다.

## 업적
베유는 다양한 분야에서 상당한 공헌을 했는데, 그 중 가장 중요한 것은 대수기하학과 수론 사이의 심오한 연관성을 발견한 것이다. 이것은 모델-베유 정리로 이어지는 그의 박사 과정 작업에서 시작되었다.
그의 주요 업적 중에 베유 추측은 1950년경부터 엄청난 영향을 미쳤으며, 이러한 추측은 나중에 버나드 드워크, 알렉산더 그로텐디크, 마이클 아틴, 그리고 1973년에 피에르 들리뉴에 의해 증명되었다.
베유는 클로드 슈발레를 따라 1930년대 후반에 아델 환을 도입했고 이를 통해 리만-로흐 정리를 증명했다. 기타 중요한 결과는 폰트랴긴 쌍대성과 미분기하학에 관한 것이었다. 그는 일반위상수학에 균등 공간의 개념을 도입했다. 그의 층에 관한 연구는 출판된 논문에는 거의 나타나지 않지만, 1940년대 후반 앙리 카르탕과 주고받은 서신과 그의 수집된 논문에 재인쇄된 내용이 가장 큰 영향을 미쳤음이 입증되었다.

## 참고 문헌
1. ↑  Serre, Jean-Pierre (1999년 11월 1일). “André Weil. 6 May 1906 — 6 August 1998”. 《Biographical Memoirs of Fellows of the Royal Society》 45: 519–529. doi:10.1098/rsbm.1999.0034.
2. ↑  Amir D. Aczel,The Artist and the Mathematician, Basic Books, 2009 pp. 17ff., p. 25.
3. ↑  “Borel, Armand” (PDF).
4. ↑  Ypsilantis, Olivier (2017년 3월 31일). “En lisant " Chez les Weil. André et Simone "”. 2020년 4월 26일에 확인함.
5. ↑  Osmo Pekonen: L'affaire Weil à Helsinki en 1939, Gazette des mathématiciens 52 (avril 1992), pp. 13–20. With an afterword by André Weil.
6. ↑  Ypsilantis, Olivier (2017년 3월 31일). “En lisant " Chez les Weil. André et Simone "”. 2020년 4월 26일에 확인함.
7. ↑  A. Weil, L'arithmétique sur les courbes algébriques, Acta Math 52, (1929) p. 281–315, reprinted in vol 1 of his collected papers ISBN 0-387-90330-5 .
8. ↑  Borel, A. (1999). “André Weil and Algebraic Topology” (PDF). 《Notices of the AMS》 46 (4): 422–427. 2022년 10월 9일에 원본 문서 (PDF)에서 보존된 문서.
9. ↑  Miller, Jeff (2010년 9월 1일). “Earliest Uses of Symbols of Set Theory and Logic”. Jeff Miller Web Pages. 2011년 9월 21일에 확인함.

- O’Connor, John J.; Robertson, Edmund F. (2003년 10월). “앙드레 베유”. 《MacTutor History of Mathematics Archive》 (영어). 세인트앤드루스 대학교.
- “앙드레 베유”. 《수학 계보 프로젝트》 (영어). 미국 수학회.